# Ланг, Валери
Вале́ри Ланг (фр. Valérie Lang; 24 марта 1966 — 22 июля 2013) — французская актриса.

## Биография
Валери Ланг родилась 24 марта 1966 года в семье политика Жака Ланга и Моник Бучински, которые женаты с 1961 года. У Валери была сестра.
47-летняя Валери скончалась 22 июля 2013 года после продолжительной борьбы с опухолью головного мозга в Париже.

## Фильмография

### Кино
- 1992: Cocon court métrage de Martin Provost
- 1995: «Джефферсон в Париже» Джеймса Айвори
- 2003: «Развод» Джеймса Айвори
- 2008: «Прекрасная смоковница» Кристофа Оноре
- 2008: Soit je meurs, soit je vais mieux de Laurence Ferreira Barbosa
- 2009: Neuilly sa mère ! de Gabriel Julien-Laferrière
- 2009: Le Père de mes enfants de Миа Хансен-Лёве
- 2010: Holiday de Guillaume Nicloux
- 2010: «Сообщник» Фредерика Мерму

### Телевидение
- 2000: «Отверженные» Жозе Дайан
- 2007: Monsieur Max de Gabriel Aghion
- 2011: La Mauvaise Rencontre de Жозе Дайан